# Schuyler (Nowy Jork)
Schuyler – miasto w Stanach Zjednoczonych, w stanie Nowy Jork, w hrabstwie Herkimer.